# Nuncjatura Apostolska w Salwadorze
Nuncjatura Apostolska w Salwadorze – misja dyplomatyczna Stolicy Apostolskiej w Republice Salwadoru. Siedziba nuncjusza apostolskiego mieści się w San Salvadorze.
Od 2015 jest on również obserwatorem przy Systemie Integracji Środkowoamerykańskiej.
Nuncjusz apostolski pełni tradycyjnie godność dziekana korpusu dyplomatycznego akredytowanego w Salwadorze od momentu przedstawienia listów uwierzytelniających.

## Historia
W 1938 papież Pius XI utworzył Nuncjaturę Apostolską w Salwadorze. Dotychczas kontakty z tym państwem znajdowały się w gestii Nuncjatury Apostolskiej w Hondurasie i Salwadorze.
W latach 1998–2018 kontakty dyplomatyczne z Belize były w gestii nuncjuszy apostolskich w Salwadorze.

## Nuncjusze apostolscy w Salwadorze
- abp Albert Levame (1938 - 1939) Monakijczyk; jednocześnie nuncjusz apostolski w Hondurasie i Gwatemali
- abp Giuseppe Beltrami (1940 - 1945) Włoch; jednocześnie nuncjusz apostolski w Gwatemali
- abp Giovanni Maria Emilio Castellani OFM (1945 - 1951) Włoch; jednocześnie nuncjusz apostolski w Gwatemali
- abp Gennaro Verolino (1951 - 1957) Włoch; jednocześnie nuncjusz apostolski w Gwatemali
- abp Giuseppe Paupini (1957 - 1959) Włoch; jednocześnie nuncjusz apostolski w Gwatemali
- abp Ambrogio Marchioni (1959 - 1964) Włoch; jednocześnie nuncjusz apostolski w Gwatemali
- abp Bruno Torpigliani (1964 - 1968) Włoch; jednocześnie nuncjusz apostolski w Gwatemali
- abp Girolamo Prigione (1968 - 1973) Włoch; jednocześnie nuncjusz apostolski w Gwatemali
- abp Emanuele Gerada (1973 - 1980) Maltańczyk; jednocześnie nuncjusz apostolski w Gwatemali
- abp Lajos Kada (1980 - 1984) Węgier; jednocześnie nuncjusz apostolski w Kostaryce
- abp Francesco De Nittis (1985 - 1990) Włoch; jednocześnie nuncjusz apostolski w Hondurasie
- abp Manuel Monteiro de Castro (1990 - 1998) Portugalczyk; do 1991 jednocześnie nuncjusz apostolski w Hondurasie
- abp Giacinto Berloco (1998 - 2005) Włoch; jednocześnie nuncjusz apostolski w Belize
- abp Luigi Pezzuto (2005 - 2012) Włoch; jednocześnie nuncjusz apostolski w Belize
- abp Léon Kalenga Badikebele (2013 - 2018) Kongijczyk; jednocześnie nuncjusz apostolski w Belize
- abp Santo Gangemi (2018 - 2022) Włoch
- abp Luigi Roberto Cona (od 2022) Włoch